# Der Soldat der Marie (Film)
Der Soldat der Marie ist eine deutsche Verfilmung der gleichnamigen Operette von Leo Ascher (1916). Die Hauptrollen in diesem Stummfilm aus dem Jahr 1926 von Erich Schönfelder spielen Xenia Desni, Grit Haid und Harry Liedtke.

## Handlung
Der schmucke Reichsgraf von Kerzendorf macht sich auf, seine Tante, die Fürstin Wendisch-Bommerdorf, zu besuchen. Auf ihrem Schloss angekommen, lernt er sukzessive die drei hübschen Müllerstöchter Marie, Marianne und Mariette kennen. Die erste, Marie, begegnet ihm in der Uniform eines einfachen Soldaten, sodass der Graf sie anfänglich für einen Offiziersburschen hält. Die beiden anderen Mädels halten ihn aufgrund seiner eigenen Uniform wahlweise für einen Lakaien bzw. einen Offizier. Natürlich möchte der hochadelige alle drei junge Damen, die ihm gut gefallen, näher kennenlernen. Dies bringt ihn erwartungsgemäß in allerlei heikle Situationen, die durch das Erscheinen von deren Stiefmutter noch verschärft werden. Schließlich aber muss sich von Kerzendorf entscheiden und wie der Filmtitel es bereits erahnen lässt, wird der vermeintliche Offiziersbursche Marie seine Herzdame.

## Produktionsnotizen
Der Soldat der Marie entstand im Sommer 1926 im Jofa-Filmatelier und auf dem UFA-Freigelände in Neubabelsberg und wurde noch im selben Jahr in Österreich erstmals vorgeführt. In Deutschland passierte der Film am 16. September 1926 die Zensur und wurde am 4. März 1927 im UFA-Theater Kurfürstendamm erstaufgeführt. Der für die Jugend verbotene Film besaß sechs Akte, verteilt auf 2113 Metern Länge.
Kurt Richter gestaltete die Filmbauten.

## Kritik
„Das Ganze repräsentiert sch als gefilmter Schwank der alten Schule, etwas zu behaglich und schwerfällig um flott aus sich heraus heiter zu sein. Dafür muß die Darstellung einspringen, welcher in der durch den Vorwurf angedeuteten Richtung ihr Bestes leistet und szenenweise für Heiterkeit sorgt. Auch fällt die Beliebtheit des Ensembles in die Wagschale.“